# فريد مامادوف
فريد مامادوف (بالأذرية: Fərid Məmmədov)‏ هو مغني وملحن أذربيجاني، ولد في 30 أغسطس 1991 في باكو في أذربيجان.

## وصلات خارجية
- فريد مامادوف على موقع IMDb (الإنجليزية)
- فريد مامادوف على موقع ميوزك برينز (الإنجليزية)
- فريد مامادوف على موقع أول ميوزيك (الإنجليزية)
- فريد مامادوف على موقع ديسكوغز (الإنجليزية)
- فريد مامادوف على موقع قاعدة بيانات الفيلم (الإنجليزية)